# Thames & Hudson
Thames & Hudson (également Thames and Hudson et quelquefois T&H) est une maison d'édition spécialisée dans l'art et les livres illustrés, fondée en 1949 par Walter et Eva Neurath. 
Thames & Hudson est basée à Londres, avec une société fille à New York (Thames & Hudson USA) et une à Paris. Ses éditions couvrent l'archéologie, l'architecture, l'art, l'art décoratif, le design, l'histoire, la photographie, la religion et la spiritualité. Quelques livres pour enfants sont également publiés.